# Ai FM
Ai FM (nom chinois: 爱 FM, littéralement « MF d'amour »), est une station de radio en mandarin en Malaisie, exploitée par Radio Televisyen Malaysia depuis 1934. Elle est diffusée 24 heures sur 24 (à partir de 1995), 7 jours sur 7.